# Медитеранска исхрана
Медитеранска исхрана или медитеранска дијета деценијама је прва на листи препорука лекара и нутрициониста и савремена је препорука за антиинфламаторну исхрану. Заснована је на примени прехрамбених образаца који потичу са простора Медитерана, али укључује и традиционалне животне навике људи из ове регије. Као прототип најчешће се узима начин исхране на Криту. Главни аспекти овог начина исхране укључују пропорционално високу потрошњу маслиновог уља, махунарки, нерафинисаних житарица, воћа и поврћа, умерену до високу потрошњу рибе, умерену потрошњу млечних производа (углавном сира и јогурта), умерену потрошњу вина и ниску потрошњу производа од меса (не рачунајући рибе).
Сама исхрана има низ дефиниција, јер варира у зависности од земље и региона, али генерално гледано, то је исхрана базирана на великој количини поврћа, махунарки, орашастих плодова, пасуља, житарица, рибе и маслиновог уља, а обично подразумева мале количине меса и млечних производа. Медитеранска исхрана је повезана са добрим здрављем, укључујући и здравије срца. Бројне су теорије о томе која исхрана је најбоља за људски организам и оне се кроз историју често мењају. Ипак, научне чињенице показују да. медитерански народи спадају у најдуговечније. Овај феномен се прати од Другог светског рата до данас и спровођена су многа истраживања од стране реномираних истраживача, а резултати су задивљујући.
Културолошки гледано, медитеранска исхрана укључује скуп вештина, знања, ритуала, симбола и традиције у вези са усевима, жетвом, риболовом, сточарством, конзервацијом, прерадом, кувањем, а посебно дељењем и конзумацијом хране. Као таква је 2013. године уврштена на Унескову листу нематеријалног културног наслеђа човечанства.
Медитеранска исхрана представља једним делом начин живота, а не дијету за мршављење. Она се не може свести на један одређени план оброка, или групу хране, важно је само следити смернице за максимални учинак. Поред тога што је здрава, медитеранска исхрана се сматра и врло укусном.

## Културолошки аспект
Медитеранска исхрана укључује скуп вештина, знања, ритуала, симбола и традиција у вези са усевима, жетвом, риболовом, сточарством, конзервисањем, прерадом и кувањем. Посебан културолошки аспект представља начин конзумације и дељење хране, односно заједнички оброци.
Заједничко јело је темељ културног идентитета и континуитета заједница широм медитеранског басена. То је тренутак друштвене размене и комуникације, афирмације и обнове идентитета породице, групе или заједнице. Обичаји везани за медитеранску културу исхране наглашавају вредности гостопримства, добросуседства, интеркултурног дијалога, креативности и начина живота вођеног идејом поштовања различитости. Важан је део опште културе. Део је фестивала и прослава и окупља људе свих старосних група и друштвених слојева.
Култура исхране на Медитерану такође кључује израду и производњу традиционалних посуда за транспорт, чување и конзумирање хране. Жене играју важну улогу у преношењу знања о медитеранској прехрани: штите њене технике, поштују сезонски ритам и свечане догађаје и преносе знања и вештине млађим генерацијама, а кључну улогу има и тржиште. Тржишта такође играју кључну улогу као простори за неговање и преношење медитеранске прехране током свакодневне праксе размене, договора и узајамног поштовања.
Због свега овога медитеранска исхрана је 2013. године уврштена на Унескову листу нематеријалног културног наслеђа човечанства, као елеменат везан за културно наслеђе 
Италије, Шпаније, Португалије, Хрватске, Грчке, Кипра и Марока.

## Медицински аспект
Медитеранска исхрана зансована је на медитранској прехрамбеној пирамиди или обрасцима исхране типичним за подручје Медитерана (Италија, Шпанија, Грчка...). Почетком шездесетих година прошлог века очекивани животни век популације био је међу највишим у свету, а стопа разбољевања од болести срца, одређених карцинома и других хроничних болести повезаних са исхраном међу најнижим.
Као прототип медитеранске исхране најчешће се узима начин исхране на Криту. На овом острву живи изузетно велик број дуговечних људи са одличним здравственим стањем. Научници и истраживачи су годинама испитивали и проучавали животни стил и прехрамбене навике становника Крита док нису нашли савршен спој намирница које утичу како на здравље, тако и на дуговечност. Наиме, Крићани на храну не гледају као на средство преживљавања. Специфична исхрана је за њих једна врста животне филозофије, а оно што им свакако даје велику предност  су намирнице којих имају у изобиљу и које су природне, без адитива, хемије и било каквих додатака.
За медитерански начин исхране карактеричне су одређене намирнице, условљене поднебљем и прехрамбеним навикама ствараним кроз историју. Основу чине:
- биљна храна (воће, поврће, хлеб, други облици житарица, кромпир, пасуљ, орашасти и семенски материјал),
- свеже воће, као типични дневни десерт,
- маслиново уље, као главни извор масти,
- млечнихпроизводи (првенствено сир и јогурт),
- риба и морски плодови,
- живине конзумиране у ниским до умереним количинама,
- до четири јајета недељно,
- црвеног меса у малим количинама,
- вино.

Упражњавање медитеранске исхране подразумева неке смернице којих је неопходно придржавати се:
- Јела претежно требају бити припремљена на биљној основи, са намирницама као што су воће и поврће, цела зрна житарица, махунарке и ораси. Воће и поврће треба да буду главни део исхране. Махунарке, орашасте плодове и цела зрна треба конзумирати сваки дан.
- Храну треба зачинити ароматичним биљкама уместо сољу, нездравим мастима, шећером и вештачким зачинима. Такође, биљке и биљни зачини дају допринос националном идентитету различитих медитеранских кухиња.
- Замена маслаца здравим мастима, као што су маслиново уље, уље каноле или авокадово уље имају мало засићених масти и висок проценат мононеназићених масти, што их чини здравим и безбедним избором када је у питању уље за кување.
- Када је месо у питању, треба се фокусирати на првенствено на рибу, коју треба јести најмање два пута недељно,[6]
- Од осталог меса препоручује се живинско, до једном недељно, а употребу црвеног меса требало би ограничити на неколико пута месечно. Препоручена количина је мање од 200 грама живинског или црвеног меса недељно.
- Унос намирница са високим садржајем шећера треба ограничити, а слаткише треба базирати на воћу.
- Храна треба да буде што је више могуће свежа и непрерађена, а порције умерене. Поред тога, много боље је конзумирати више малих порција у току дана него се преједати два пута дневно.[5]
- Умерена конзумацији црног вина је препоручена, обично уз оброке.[7]

Медитеранска исхрана представља једним делом и начин живота. У основи пирамиде медитеранске исхране налазе се управо аспекти који представљају овакав начин живота:
- Уживање у оброцима са породицом и пријатељима, у опуштеној атмосфери је кључни део медитеранске исхране.
- Редовно телесно вежбање и шетња по чистом ваздуху.

Физичка активност, свеж ваздух, позитивне мисли и опуштање, уз храну у којој се ужива са породицом или пријатељима су додатна, веома важна правила која свако ко се придржава ове дијете, начина исхране, односно животног сила треба да има у виду.

### Маслиново уље
Маслиново уље је најчувеније међу здравим уљима и чини срж медитеранске исхране. Познато је да становници око Средоземља, који користе маслиново уље, мање оболевају од кардиоваскуларних болести. Најздравије је ако се конзумира у динстаним јелима или као прелив за салату. Као основни извор масноћа користи се екстра девичанско маслиново уље и оно је основа медитеранске кухиње. Оно садржи мононезасићене масноће које помажу снижавању нивоа „лошег“ холестерола и смањују ризик од срчаних болести. Међутим, заблуда је да је довољна количина која се користи да би се прелила салата или кувано поврће. На Криту, који је прототип оваквог начина исхране, чак 45 одсто калорија које унесу потиче из масти, тако да једна кашичица уља није довољна.
Такође, у медитеранској исхрани благодет по здравље имају и авокадо и уље авокада.

### Поврће
Медитеранску исхрану одликује велика количина поврћа. То значи да се у готово сваком јелу треба да се нађе неко поврће као што су парадајз, кељ, броколи, спанаћ, шаргарепа, краставац, лук и друго. Све врсте поврћа имају благотворно дејство на здравље. Уз оброке се најчешће служи и мешавина свежег поврћа и зачина, што осигурава унос антиоксиданаса попут полифенола и каротеноида, који се налазе углавном у зеленом лиснатом поврћу. С друге стране, ликопен који се налази у парадајзу, ефикасан је у борби против слободних радикала.

### Махунарке
Медитеранска исхрана подразумева и конзумирање махунарки. Добра ствар код ових намирница је што брѕо могу да засите, а ситост трајае дуго, тако да су и мале порције довољне за здрав оброк. Махунарке попут различитих врста пасуља, бораније и сочива, одличан су извор протеина, влакана и засићених масти. Комбиновање махунарки са интегралним житарицама обезбеђује људском организму потребне аминокиселине, градивне елементе протеина.

### Коштуњави плодови и семе
Коштуњави плодови и семење, попут бадема, ораха, семена сунцокрета и слично, такође имају особину да брзо засите и дуго одржавају осећај ситости.

### Зачинско биље
Медитеранска дијета користи и доста зачинског биља, као што су босиљак, оригано, рузмарин, мента, першун, а посебан укус јелима дају бели лук или лимун, који се доста често користе.

### Интегралне житарице
Интегралне житарице такође су одличан извор дијетних влакана, која су кључна за здраво варење. Интегралне житарице као што су цело зрно пшенице, зоба, јечма и хељиде веома су добре за по здравље. Ту се убраја и конзумација кукуруза и смеђег пиринча. Од ових житарица прави се и паста (шпагети, макарони и сл.), али је треба конзумирати на здрав начин и никако уз сваки оброк.

### Воће
Воће се налази у основи пирамиде медитеранске исхране, што значи да га треба често конзумирати. Оно може бити одлична замена особама које су љубитељи слаткиша. Свеже воће као што су банане, смокве, урме, грожђе, диње и друго имају благотоворно дејство за организам. Поморанџа, лимун и други цитруси јачају имунитет и помажу апсорпцију гвожђа из зеленог лиснатог поврћа. Слично томе, воће плаво-љубичасте боје, попут боровница, смањује ризик од срчаних болести због антиоксиданса атоцијанина.

### Риба и плодовимора
Риба и морски плодови такође су основа медитеранске исхране и они се најчешће конзумирају два пута недељно. Највише се употребљавају масније врсте риба, попут сардина. Оне су природно богате омега 3 масним киселинама и благотворне су за кардиоваскуларни систем, функционисање мозга и нервни систем. Риба као што су лосос, туна, орада и бранцин такође имају велике благодети по организам. Морски плодови, попут на пример острига, су веома укусни специјалитети који представљају порцију здравља.

### Месо и јаја
Што се тиче осталог меса, повремено се конзумирају мале порције, али само немасни непрерађени делови.
Јаја и бело месо су извори протеина, што значи да представљају важан фактор у исхрани. У бела меса спадају пилеће, пачије и ћуреће месо, а од јаја се препоручују кокошје, препеличије и пачије. Ипак, не треба их јести превише често. Сасвим је довољно једном недељно.
Црвено месо не би требало јести превише често, највише једном недељно, чак и ређе. Уколико се пречесто једе, може негативно да утиче на организам.

### Слаткиши
Шећери и вештачки шећери су највећи непријатељи људског организма, тако да је препорука да се уопште не користе. Добра замена за слаткише је воће. Ипак, постоје особе које не могу без шећера. За њих је препорука да слаткише конзумирају највише једном недељно.

### Вода и вино
Вода је главни напитак у медитеранској исхрани, што је потпуно очекивано с обзиром на то да је вода најздравије пиће за човека и да је 75% нашег организама сачињено од воде.
Вино је неизоставни део медитеранске исхране. Црвено је нарочито добро, јер је богато ресвератролом, антиоксидансом који смањује зачепљења крвних судова. Треба га пити у мањим количинама и то обавезно уз оброк. Препоручено је уз вечеру дневно попити 1дл вина.
Газирана и заслађена пића треба избегавати.

## Предности медитеранског начина исхране
Истраживања су показала да традиционална медитеранска исхрана смањује ризик од срчаних болести, и то се повезанује са нижим нивоом оксидованог липопротеинског лизопротеина ниске густине (ЛДЛ холестерол), односно „лошег” холестерола, одговорног за таложење депозита у артеријама. То је потрврдила мета-анализа спроведена на више од 1,5 милиона здравих одраслих особа код којих је након медитеранске исхране дошло до смањивање ризика од кардиоваскуларних обољења и смртности услед ових болести, као и укупног морталитета.
Медитеранска исхрана је такође повезана и са смањеном учесталошћу појаве низа других болести:
- карцинома,[12]
- Паркинсонове болести,
- Алцхајмерове болести.
- смањеним ризиком од рака дојке, код жена које су дуже време практиковале медитеранску исхрану са доста екстра девичанског маслиновог уља и орашастих плодова.[13]

Из ових разлога, већина, ако не и све главне научне организације, подстичу здраве одрасле особе да прилагоде начин исхране медитеранском у циљу превенције хроничних болести.

### Научна истраживања
Постоје бројна научна истраживања медитеранске исхране и њених добробити ѕа људски организам. Медитеранска исхрана једини начин исхране коме Светска здравствена организација још увек није пронашла ниједну ману и коју препоручује као најздравију исхрану за човека.
Британски медицински часопис  објавио је више истраживања на ову тему, а недавно и студију рађену на узорку од 22.000 становника Грчке који су своју исхрану базирали на медитеранској исхрани и резултати су показали да су ови Грци живели дуже од осталих. У истом часопису објављен је и рад о томе како медитеранска исхрана утиче на превенцију кардиоваскуларних болести. Резултати су показали да они који се хране на овај начин много ређе болују од кардиоваскуларних болести него они који се хране редукованом исхраном. Иста студија, али и многе друге су показале да је медитеранска исхрана најјача у одбрани против коронарне болести.
Британски часопис  објавио је неколико радова на тему тога како медитеранска исхрана утиче на превенцију рака. Показало се да жене које се хране медитеранском исхраном имају 57% мање шансе да оболе од рака грлића материце. Једно истраживање италијанских научника је показало да медитеранска исхрана смањује могућност појављивања малигног меланома, најсмртоноснијег облика рака коже,м а испитивање спроведено на 8.000 Италијана, показало је да су они који су редовно јели пицу (али ону са тањом кором, мање сира, више соса од парадајза и босиљка), били за 59% мање подложни обољевању од рака једњака и имали 26% мање шансе да добију рак дебелог црева.
Амерички медицински часопис ЈАМА (JAMA: The Journal of the American Medical Association) је објавио извештај о користи медитеранске исхране. Студија је обухватила 2.000 мушкараца и жена старости од 70 до 90 година у 11 европских земаља, који су били праћени више од 10 година. Вероватноћа да они који су се придржавали медитеранске исхране умру током истраживања била је за 50% мања.
У закључку, велике студије спроведене у Канади под називом Поређење седам популарних структурираних дијететских програма и ризика од смртности и великих кардиоваскуларних догађаја код пацијената са повећаним кардиоваскуларним ризиком: систематски преглед и мрежна мета-анализа наводи се да медитерански програми исхране и дијете са ниским садржајем масти вероватно смањују ризик од смртности и нефаталног инфаркта миокарда код људи са повећаним кардиоваскуларним ризиком. Неки од података из ове студије су:
- На апсолутној основи (на 1.000 током 5 година), медитеранска дијета је довела до 17 мање смртних случајева из било ког узрока, 13 мање смртних случајева од кардиобваскуларних болести, седам мање можданих удара и 17 мање нефаталних инфаркта миокарда.
- Постојали су докази умерене сигурности да је исхрана са мало масти била супериорнија од минималне интервенције за превенцију морталитета од свих узрока (девет смртних случајева мање на 1.000) и нефаталног инфаркта миокарда ( седам мање смртних случајева на 1.000). Исхрана са ниским садржајем масти није имала никакве користи у погледу смањења можданог удара.
- Медитеранска дијета није била "убедљиво" супериорна у односу на исхрану са ниским садржајем масти за смртност или нефатални инфаркта миокарда, примећују аутори.

И док медитеранска дијета није била убедљиво супериорнија од исхране са мало масти за ове исходе, докази умерене сигурности подржавају медитеранску исхрану за смањени ризик од можданог удара, док исхрана са мало масти није показала мало или никакву корист за смањење можданог удара.